# Domeykodactylus
Domeykodactylus es un género extinto de pterodactiloide dsungariptérido del Cretácico inferior que vivió en Chile.
El género fue descrito en el año 2000 por David Martill, Eberhard Frey, Guillermo Chong Diaz y Charles Michael Bell. La especie es Domeykodactylus ceciliae. El nombre se deriva de la Cordillera Domeyko y del griego daktylos, "dedo", en referencia al alargado dedo en el ala típico de los pterosaurios. El nombre de la especie honra a la geóloga Cecilia Demargasso de la Universidad Católica del Norte y su colaboración con los autores.
La descripción del Domeykodactylus se basa en el ejemplar conservado en la Universidad Católica del Norte de Antofagasta, encontrado en la Sierra da Candeleros, Chile. Consiste de una mandíbula parcial; un premaxilar, presente en la misma roca, es referido como el paratipo. El fósil fue en principio considerado como perteneciente a Pterodaustro. Domeykodactylus tenía una cresta que corría a lo largo de la parte superior del premaxilar. La estructura del hueso de la cresta consiste de trabéculos verticales, que eran puntales estrechos; es esta textura la que originalmente fue confundida con los delicados dientres filtradores de Pterodaustro.
La mandíbula tenía una sínfisis corta. Tenía dieciséis alvéolos para los dientes, de los cuales han desaparecido los propios dientes, en ambos huesos dentarios. Los alvéolos son estrechos, ovales y levemente elevados, sobre el nivel de la mandíbula. Los dientes eran probablemente pequeños y se hacían más pequeños y más espaciados entre sí hacia la parte posteriro de la boca. La longitud del cráneo se ha estimado en treinta centímetros y la envergadura alar en un metro.
Los descriptores encontraron que Domeykodactylus era similar tanto a los Ctenochasmatidae como a los Dsungaripteridae en la cresta; debido a la posesión de alvéolos dentales elevados fue asignado a este último grupo. Fue el primer ejemplo publicado de un dsungaptérido en América del Sur, mientras que la mayoría de los otros miembros de la familia han sido hallados en Asia.